# ジョゼ・ルイス・ブラリ・ジュニオール
トゥッコ (Tuko) こと、ジョゼ・ルイス・ブラリ・ジュニオール（José Luiz Buralli Júnior、1970年8月20日 - ）は、ブラジル・サンパウロ州カンピーナス出身のサッカー指導者。

## 経歴
1997年から1998年にかけて、ニカノールと西野朗監督の下で、柏レイソルのフィジカルコーチを務めた。その後は国内クラブやサウジアラビアのアル・イテハドでフィジカルコーチを歴任。
2012年、アルビレックス新潟のフィジカルコーチに就任。

## 指導歴
- 1992年 - 1996年  グアラニFC
- 1997年 - 1998年  柏レイソル フィジカルコーチ
- 1999年 - 2000年  オスカーサッカースクール
- 2001年 - 2002年  アル・イテハド
- 2004年  クルーベ・ナウチコ・カピバリベ
- 2005年  アソシアソン・ポルトゥゲーザ・ジ・デスポルトス
- 2005年  スポルチ・レシフェ
- 2005年 - 2006年  CAブラガンチーノ
- 2006年  セアラーSC
- 2006年 - 2007年  リオ・ブランコEC
- 2007年  アヴァイFC
- 2007年 - 2008年  アル・イテハド
- 2008年 - 2010年  セアラーSC
- 2012年 - 2015年  アルビレックス新潟 フィジカルコーチ